# Emesis lassus
Emesis lassus är en fjärilsart som beskrevs av Fabricius 1787. Emesis lassus ingår i släktet Emesis och familjen Riodinidae. Inga underarter finns listade i Catalogue of Life.